# Patrick Sylvestre
Patrick Sylvestre (Bure, Cantón del Jura, Suiza; 1 de septiembre de 1968) es un exfutbolista suizo. Jugaba de centrocampista. Fue internacional absoluto con la selección de Suiza en once encuentros, y formó parte del plantel que jugó la Copa Mundial de 1994 y la Eurocopa 1996.

## Selección nacional
Debutó con la selección de Suiza el 13 de diciembre de 1989 contra España. Jugó contra Rumania en el Mundial de 1994.

### Participaciones en Copas del Mundo
| Copa              | Sede           | Resultado        |
| ----------------- | -------------- | ---------------- |
| Copa Mundial 1994 | Estados Unidos | Octavos de final |

### Participaciones en Eurocopas
| Copa          | Sede       | Resultado    |
| ------------- | ---------- | ------------ |
| Eurocopa 1996 | Inglaterra | Primera fase |

## Clubes
| Club                 | País  | Año       |
| -------------------- | ----- | --------- |
| FC La Chaux-de-Fonds | Suiza | 1986-1988 |
| FC Lugano            | Suiza | 1988-1993 |
| FC Lausanne-Sport    | Suiza | 1993-1996 |
| FC Sion              | Suiza | 1996-1998 |

## Palmarés

### Títulos nacionales
| Título        | Club      | País  | Año  |
| ------------- | --------- | ----- | ---- |
| Liga de Suiza | FC Sion   | Suiza | 1997 |
| Copa de Suiza | FC Lugano | Suiza | 1993 |
| Copa de Suiza | FC Sion   | Suiza | 1996 |
| Copa de Suiza | FC Sion   | Suiza | 1997 |